# Palais Wassilko von Serecki

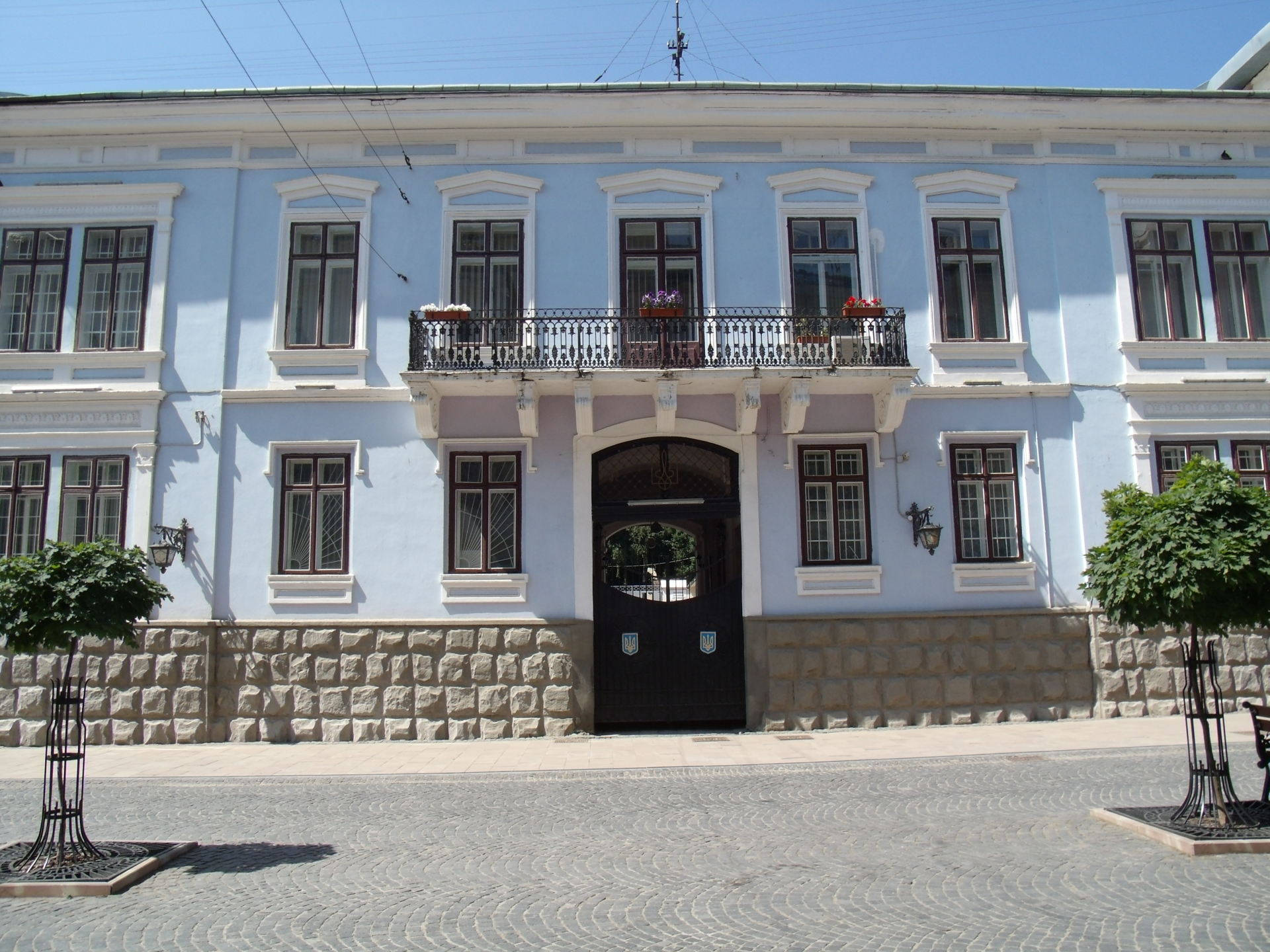
Palais Wassilko von Serecki (2011)

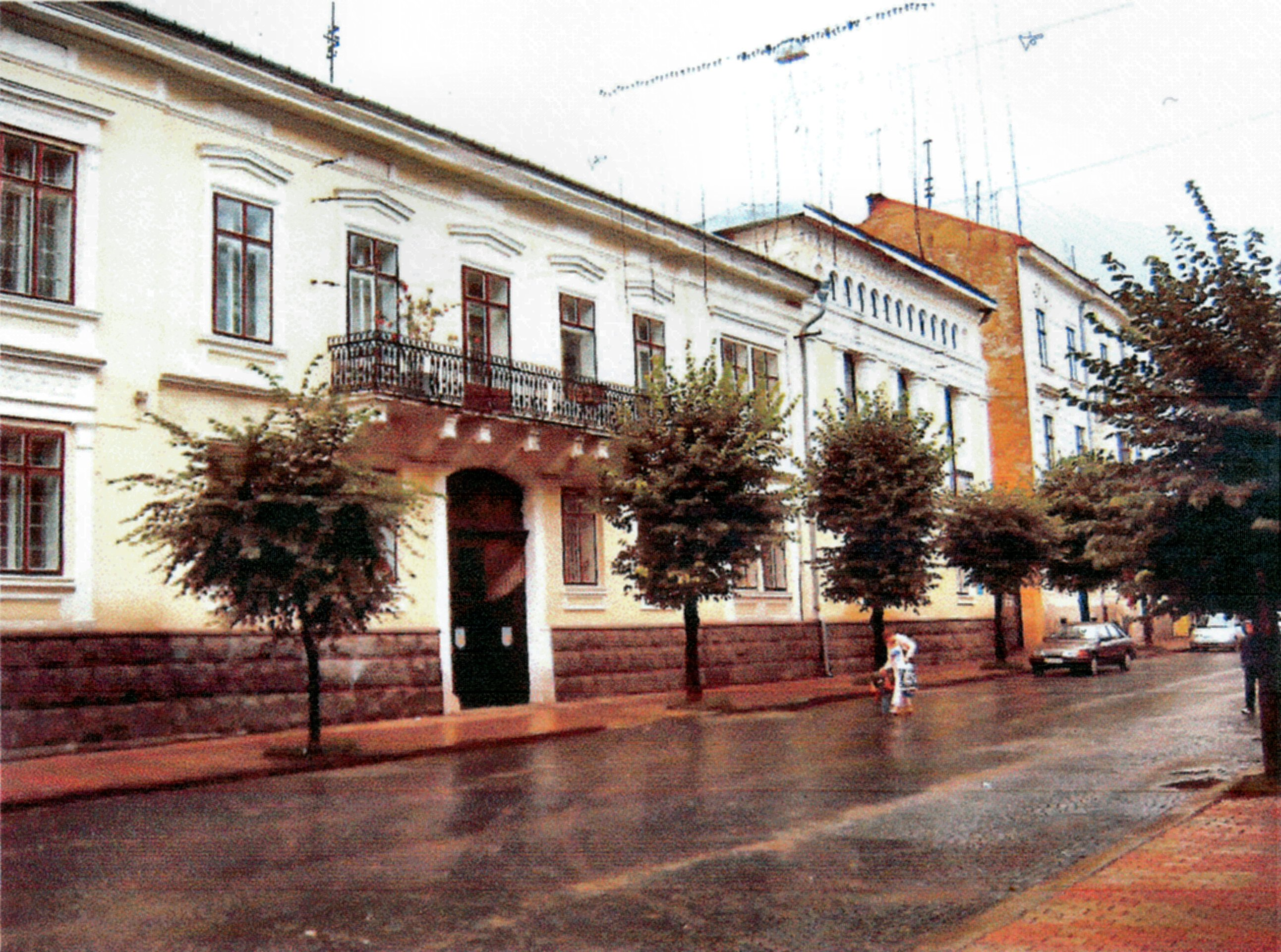
Das Palais und angrenzende Gebäude Nr. 32 (2006)

Das Palais Wassilko von Serecki war die Residenz der hochadeligen Familie Wassilko von Serecki in Czernowitz, der Hauptstadt der Bukowina. Es befindet sich in der früheren Herrengasse 34, der heutigen Kobylianskastraße. 

## Geschichte
Die Herrengasse in Czernowitz war, wie ihr Name beschreibt, eine repräsentative Straße mit adeligen Stadthäusern und Gebäuden der oberen Sozialschichten. Das Stadtpalais wurde 1886 errichtet und war die Stadtresidenz der Grafenfamilie. Das Palais befand sich bis nach dem Zweiten Weltkrieg im Besitz der Familie. Heute steht es unter Denkmalschutz. 
Das Gebäude besitzt zwei Stockwerke. Über dem Haupttor in der Mitte befindet sich ein drei Fensterachsen umfassender Balkon mit gusseisernem Geländer. Insgesamt gibt es zur Straße acht Fenster auf dem jeweiligen Stockwerk. Die Gestaltung ist klassisch gehalten. Im Laufe der Zeit wechselte die Fassadenfarbe zwischen gelb und blau mit jeweils weiß abgesetzten Schmuckelementen.
Das Tor führt zu einem Innenhof samt Garten. 
Das benachbarte Gebäude Nr. 32 gehörte zum Palais dazu und steht ebenfalls unter Denkmalschutz. 